# Гарсиа, Родриго (театральный режиссёр)
Родриго Гарсиа (исп.  Rodrigo García, 1964, Буэнос-Айрес) — испанский драматург, сценограф

 и театральный режиссёр

 аргентинского происхождения, крупнейшая и активнейшая фигура современной европейской сцены.

## Биография
Сын испанских иммигрантов в Аргентине, отец — мясник. В семь лет Родриго увидел на сцене драму Гарсиа Лорки Йерма, поставленную его однофамильцем Виктором Гарсиа, что решило его судьбу. Занимался на театральных курсах, но бросил их, не приняв систему Станиславского. Заинтересовался театром Беккета, Ионеско, Пинтера. Следующим его открытием стала постановка Wielepole-Wielepole Тадеуша Кантора. В 1986 переехал в Испанию. В 1989 основал в Мадриде компанию La Carnicería Teatro (Театр мясной лавки). Активно работает и во Франции.

## Творчество
Испытал влияние Хайнера Мюллера. Стремится к соединению на сцене возможностей разных искусств — от музыки до пластики. Кроме собственных сочинений, ставил спектакли по пьесам и другим текстам Бодлера (1993), Томаса Бернхарда (1993, 1995), Брюса Наумана (1993), Одена (1993), Хайнера Мюллера (1995) и др.

## Постановки собственных пьес

### В Испании (Мадрид)
- Acera derecha (1989)
- Martillo (1989)
- Matando Horas (1991)
- Prometeo (1992
- El dinero (1994)
- Notas de cocina (1995)
- Nova (1995)
- El carnicero español (1997)
- Potegedme de lo que deseo (1998)
- Conocer gente, comer mierda (1999)
- Haberos quedado en casa, capullos (2000)
- Aftersun (2001),
- Somebody to love (2001)
- A veces me siento tan cansado que hago estas cosas (2001), Ситжес.
- Compré una pala en IKEA para cavar mi tumba (2003)
- La historia de Ronald el payaso de McDonalds (2003)
- Preferio que me quite el sueño Goya a que lo haga cualquier hijo de puta (2004)
- Accidens (matar para comer)(2004)
- Versus (2008)
- Gὀlgota Picnic (2011)

### Во Франции
- Les Cons (2001), Анси.
- Je crois que vous m’avez mal compris (2002), Авиньон.
- Jardinería humana (2004), Ренн, Париж, Тулуза.
- Rey Lear (2004), Валанс.
- Aproximación a la idea de la desconfianza (2006), Анси.
- Arrojad mis cinizas sobre Mickey (2006), Анси.
- Cruda, vuelta y vuelta, al punto, chamuscada (2007), Авиньон.
- Versus (2009), Париж.
- Смерть и реинкарнация ковбоя/ Muerte y reencarnación en un cowboy (2009), Авиньон.
- C’est comme ça et me faites pas chier (2010), Авиньон.
- «L’Histoire de Ronald, le clown de Mac Donald’s» (2011), Авиньон
- Golgota picnic texte, mise en scène, scénographie, Théâtre du Rond-Point, 2011

### В Италии
- Agamenón (2004), Сицилия.
- 2186 (2007), Флоренция.
- En algún momento de la vida deberías plantearte seriamente dejar de hacer el ridículo (2007), Флоренция.

## Тексты

### Опубликованные во Франции
- Prométhée, les Solitaires intempestifs, 2001 (ISBN 2-912464-28-5)
- Notes de cuisine, les Solitaires intempestifs, 2002 (ISBN 2-84681-026-5)
- Fallait rester chez vous, têtes de nœud, les Solitaires intempestifs, 2002 (ISBN 2-84681-026-5)
- After sun (suivi de) L’avantage avec les animaux, les Solitaires intempestifs, 2002 (ISBN 2-84681-011-7)
- Borges, les Solitaires intempestifs, 2002 (ISBN 2-84681-047-8)
- Vous êtes tous des fils de pute, les Solitaires intempestifs, 2002 (ISBN 2-84681-012-5)
- L’Histoire de Ronald le clown de chez Mc Donald’s (suivi de) J’ai acheté une pelle à Ikea pour creuser ma tombe, les Solitaires intempestifs, 2003 (ISBN 2-84681-067-2)
- Jardinage humain (49 fragments 3listes 18 dessins), les Solitaires intempestifs, 2003 (ISBN 2-84681-048-6)
- Roi Lear, les Solitaires intempestifs, 2003 (ISBN 2-84681-034-6)
- Prometeo, les Solitaires intempestifs, 2003 (ISBN 2-84681-079-6)
- Agamemnon. À mon retour du spermarché, j’ai flanqué une raclée à mon fils, les Solitaires intempestifs, 2004, ISBN 978-2-84681-090-6.
- Goya (je préfère que ce soit Goya qui m’empêche de fermer l'œil plutôt que n’importe quel enfoiré), les Solitaires intempestifs, 2006 (ISBN 2-84681-154-7)
- Et balancez mes cendres sur Mickey (suivi de) Approche de l’idée de méfiance, les Solitaires intempestifs, 2007 (ISBN 978-2-84681-205-4)
- Bleue, saignante, à point, carbonisée, les Solitaires intempestifs, coll."livre DVD", Besanson, France, 2009 (ISBN 978-2-84681-256-6)
- C’est comme ça et me faites pas chier, les Solitaires intempestifs, coll."bleue", Besançon, France, 2009 (ISBN 978-2-84681-257-3)
- Versus, les Solitaires intempestifs, coll."bleue", Besançon, France, 2009, 56 p. (ISBN 978-2-84681-268-9)

### Опубликованные в Испании

#### Éditions Pliegos de Teatro y Danza
- Número 9 : Rodrigo García : Agamenón Volví del supermercado y le di una paliza a mi hijo ISBN 84-96523-12-8
- Número 11 : Rodrigo García : Prefiero que me quite el sueño Goya a que lo haga cualquier hijo de puta ISBN 84-96523-13-6
- Número 13 : Rodrigo García : Jardinería humana / A este tipo no queremos volver a verle ISBN 84-96523-14-4
- Número 15 : Rodrigo García : Borges ISBN 84-96523-15-2
- Número 20 : Rodrigo García : Aproximación a la idea de desconfianza / Esparcid mis cenizas en Eurodisney ISBN 978-84-96523-19-7
- Número 22 : Rodrigo García : Cruda, vuelta y vuelta, al punto, chamuscada ISBN 978-84-96523-22-7
- Número 28 : Rodrigo García : Versus (Texto) ISBN 978-84-96523-28-9
- Número 29 : Rodrigo García : Versus (Dibujos) ISBN 978-84-96523-29-6
- Número 35 : Rodrigo García : Muerte y reencarnación en un cowboy ISBN 978-84-96523-35-7

#### Éditions La Una Rota
- Cenizas escogidas (Obras 1986—2009) de Rodrigo García ISBN 978-84-95291-13-4

## Признание
- Премия Европа – театру в номинации Новая театральная реальность (2010). Работы режиссёра постоянно демонстрируются на Авиньонском фестивале, Венецианской биеннале.